# Bill Forester
George William Forester (Dallas, 9 agosto 1932 – Dallas, 27 aprile 2007) è stato un giocatore di football americano statunitense che ha giocato nel ruolo di linebacker nella National Football League (NFL).

## Carriera
Forester fu scelto nel corso del terzo giro (31º assoluto) del Draft NFL 1953 dai Green Bay Packers. Vi giocò per undici stagioni fino al 1963, come defensive tackle per tre delle prime quattro stagioni e altra come, outside linebacker sinistro. Fu successivamente spostato a middle linebacker per alcune partite nel 1957 e in seguito spostato sul lato destro, dove passò il resto della carriera Forester giocò sotto la direzione di quattro allenatori a Green Bay, l'ultimo dei quali fu Vince Lombardi, che arrivò alla sua settima stagione, nel 1959. Fu membro dei primi due titoli vinti da Lombardi, nel 1961 e 1962, battendo entrambe volte in finale i New York Giants.
Forester fu inserito per cinque volte nella formazione ideale della stagione All-Pro e fu convocato per quattro Pro Bowl. Fu il capitano della difesa per sette stagioni e fu introdotto nella Green Bay Packers Hall of Fame all'inizio del 1974.

## Palmarès

### Franchigia
- Campionati NFL : 2

Green Bay Packers: 1961, 1962

### Individuale
- Convocazioni al Pro Bowl: 4

1959, 1960, 1961, 1962
- First-team All-Pro: 3

1960, 1961, 1962
- Second-team All-Pro: 2

1959, 1963
- Green Bay Packers Hall of Fame